# Danny Williams (futbolista británico)
Daniel Williams (Yorkshire del Sur, 20 de noviembre de 1924-Newmarket, 3 de febrero de 2019) fue un jugador y entrenador de fútbol británico.

## Carrera de jugador
Nacido en Maltby, Williams comenzó su carrera en Silverwood Colliery y pasó toda su carrera profesional como jugador en Rotherham United como medio izquierdo o interno entre 1943 y 1965. Hizo 461 apariciones en la liga, marcando 21 goles. 

## Carrera de gerente
Dirigió Rotherham United (1962-1965), Swindon Town (1965-1969) y (1974-1978), Sheffield Wednesday (1969-1971) y Mansfield Town (1971-1974).
Lideró a Swindon a la victoria en la final de la Copa de la Liga de Fútbol de 1969, la Copa de la Liga Anglo-Italiana de 1969 y la Copa de la Anglo-Italiana de 1970.
Después de dejar su cargo como gerente de Swindon en 1978, trabajó como gerente general hasta 1985.

## Muerte
Murió el 3 de febrero de 2019.